# ダテハクタカ
ダテハクタカとは日本の競走馬である。1959年に啓衆社賞年度代表馬となったウイルデイール（おもな勝ち鞍：皐月賞）の代表産駒の一頭。
中央競馬において、平地競走と障害競走の両分野で重賞を優勝する活躍を見せたが、いわゆる「ダテハクタカ事件」において負傷したあとは成績が低迷した。

## 事件前の戦績
1968年11月にデビュー、翌1969年6月に初勝利を挙げた。条件馬でありながら出走した菊花賞において3着と好走し、翌月の阪神大賞典を3分14秒5のコースレコードタイムで優勝した。その後重賞では不振であったが、条件戦を4勝した。
1972年に平地競走から障害競走に転向。重賞の阪神障害ステークス（春）を含む無傷の4連勝を達成し、同年の中山大障害（春）の有力馬となった。

## ダテハクタカ事件
1972年6月4日14時30分頃、中山大障害（春）に出走するため中山競馬場のパドックに移動したところ突如暴れだし、右後脚の蹄鉄が外れるアクシデントが発生した。いったんパドックを出て蹄鉄の打ち替えを行うことにしたが、右目に何かが付着してダテハクタカが痛がっていることに担当厩務員が気付いた。検査の結果右目が白濁し、視力にも異常が認められたため競走除外となった。
装鞍所からパドックに向かう通路で「サイダー瓶一本程度の水のようなものが馬の頭上に落ちてきた」との調教助手の証言があり、何者かが通路のコンクリート塀から身を乗り出して劇薬を投げつけたとみられている。
獣医の診察により硫酸とみられる化学物質による負傷と判断され、何者かが故意にダテハクタカを負傷させた疑いがあるとして、船橋警察署が捜査に乗り出した。6月9日には中山競馬場内で濃硫酸が残留した容器が発見され、さらに前日の6月3日に同競馬場内パドックにおいて第10レースの出走馬を周回させていた厩務員が負傷（被服に穴が開く火傷）していたことも明らかになり、何者かが競走馬を狙って故意に濃硫酸を浴びせようとした疑いが濃厚となった。しかしダテハクタカが負傷した当時は天候が悪かったために有力な目撃証言が得られず、また濃硫酸が残留した容器から指紋が検出されないなど物証が乏しかったため捜査は難航し、結局犯人は検挙されなかった。
この中山大障害（春）は、ダテハクタカ絡みの馬券は単勝で856万円、枠番連勝では4億2715万円も売られていた。
レースはスタート直後4番人気のクリタカラが落馬により競走中止、除外されたダテハクタカに代わって単勝1番人気になったインターヒカリが大差で最下位の6着、兄弟であるナスノセイランとナスノヒエンがそれぞれ1着2着でゴールするという、荒れ模様のレースとなった。

## 事件後
右目の負傷はやがて癒え、レースに復帰したものの競走成績は振るわず、事件以後勝利を挙げることのないまま、1972年の阪神障害ステークス（秋）を最後に競走馬を引退した。

## 血統表
| ダテハクタカの血統（ダークロナルド系 / Donatello 4×4=12.50%、Blenheim II 5×5×5=9.38%） | ダテハクタカの血統（ダークロナルド系 / Donatello 4×4=12.50%、Blenheim II 5×5×5=9.38%） | ダテハクタカの血統（ダークロナルド系 / Donatello 4×4=12.50%、Blenheim II 5×5×5=9.38%） | （血統表の出典）       | （血統表の出典） |
| 父 ウイルデイール 1956 黒鹿毛                                                          | 父の父Wilwyn 1948 鹿毛                                                                 | Pink Flower                                                                            | Oleander               | Oleander         |
| 父 ウイルデイール 1956 黒鹿毛                                                          | 父の父Wilwyn 1948 鹿毛                                                                 | Pink Flower                                                                            | Plymstock              |                  |
| 父 ウイルデイール 1956 黒鹿毛                                                          | 父の父Wilwyn 1948 鹿毛                                                                 | Saracen                                                                                | Donatello              | Donatello        |
| 父 ウイルデイール 1956 黒鹿毛                                                          | 父の父Wilwyn 1948 鹿毛                                                                 | Saracen                                                                                | Lovely Rosa            |                  |
| 父 ウイルデイール 1956 黒鹿毛                                                          | 父の母メードンスグリーン * Maidens Green 1946 鹿毛                                     | Straight Deal                                                                          | Solario                | Solario          |
| 父 ウイルデイール 1956 黒鹿毛                                                          | 父の母メードンスグリーン * Maidens Green 1946 鹿毛                                     | Straight Deal                                                                          | Good Deal              |                  |
| 父 ウイルデイール 1956 黒鹿毛                                                          | 父の母メードンスグリーン * Maidens Green 1946 鹿毛                                     | Windsor Lady                                                                           | Beresford              | Beresford        |
| 父 ウイルデイール 1956 黒鹿毛                                                          | 父の母メードンスグリーン * Maidens Green 1946 鹿毛                                     | Windsor Lady                                                                           | Resplendent            |                  |
| 母 ダイヴァ *Diva 1966 鹿毛                                                            | 母の父Pinza 1950 鹿毛                                                                  | Chanteur                                                                               | Chateau Bouscaut       | Chateau Bouscaut |
| 母 ダイヴァ *Diva 1966 鹿毛                                                            | 母の父Pinza 1950 鹿毛                                                                  | Chanteur                                                                               | La Diva                |                  |
| 母 ダイヴァ *Diva 1966 鹿毛                                                            | 母の父Pinza 1950 鹿毛                                                                  | Pasqua                                                                                 | Donatello              | Donatello        |
| 母 ダイヴァ *Diva 1966 鹿毛                                                            | 母の父Pinza 1950 鹿毛                                                                  | Pasqua                                                                                 | Pasca                  |                  |
| 母 ダイヴァ *Diva 1966 鹿毛                                                            | 母の母Belle of All 1948 鹿毛                                                           | Nasrullah                                                                              | Nearco                 | Nearco           |
| 母 ダイヴァ *Diva 1966 鹿毛                                                            | 母の母Belle of All 1948 鹿毛                                                           | Nasrullah                                                                              | Mumtaz Begum           |                  |
| 母 ダイヴァ *Diva 1966 鹿毛                                                            | 母の母Belle of All 1948 鹿毛                                                           | Village Beauty                                                                         | Winalot                | Winalot          |
| 母 ダイヴァ *Diva 1966 鹿毛                                                            | 母の母Belle of All 1948 鹿毛                                                           | Village Beauty                                                                         | Village Green F-No.3-g |                  |